# Maxillaria gatunensis
Maxillaria gatunensis är en orkidéart som beskrevs av Rudolf Schlechter. Maxillaria gatunensis ingår i släktet Maxillaria och familjen orkidéer. Inga underarter finns listade i Catalogue of Life.

## Bildgalleri

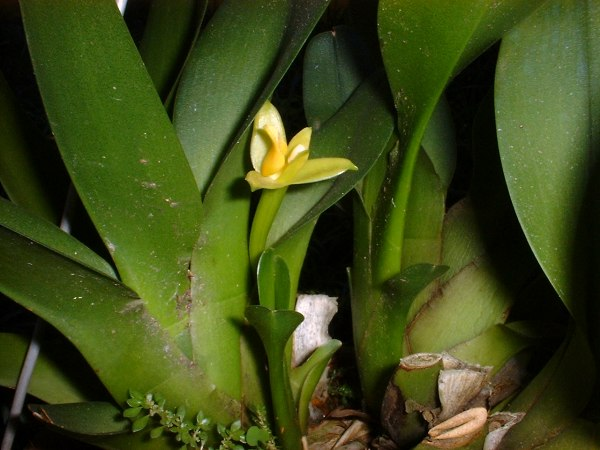
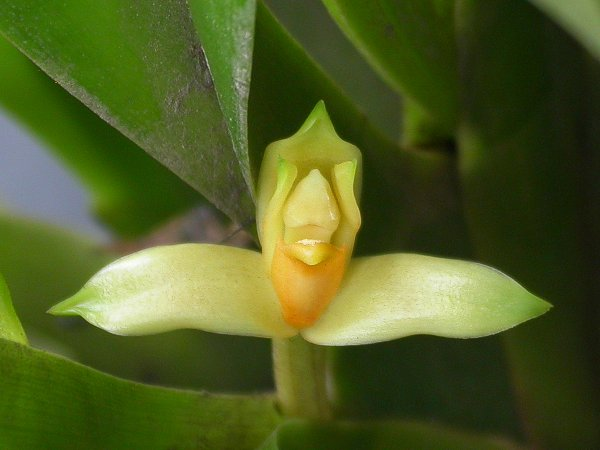
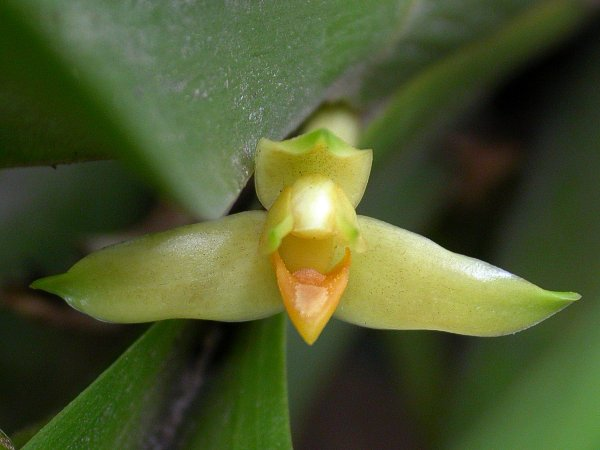